# Kithanamangala Chaturbhaga, Kunigal
Kithanamangala Chaturbhaga là một làng thuộc tehsil Kunigal, huyện Tumkur, bang Karnataka, Ấn Độ.